# Louis Finot (football)
Pour les articles homonymes, voir Louis Finot.
Louis Finot est un footballeur international français né le 8 juillet 1909 à Saint-Maur-des-Fossés (Seine) et décédé le 14 février 1996 à Bry-sur-Marne dans le Val-de-Marne.

## Carrière
Au cours de sa carrière de footballeur, il évolue au poste de demi. Il est international français de football entre 1930 et 1934 alors qu'il joue en club pour le Cercle athlétique de Paris. Il totalise sept sélections en équipe de France. En sélection, il joue au poste de demi-aile chargé de marquer les ailiers adverses, ou à un poste plus offensif sur le côté droit,.
Surnommé « la courette » pour sa pointe de vitesse, il est également athlète et hésite un temps entre football et athlétisme lors de son passage à la VGA Saint-Maur. Louis Finot est le seul sportif français à avoir été la même année international de football et international d'athlétisme.

## Palmarès
- Champion de France 1935 avec le Football Club Sochaux-Montbéliard

## Clubs
Louis Finot porte le maillot de 17 clubs différents :
| - VGA Saint-Maur - Paris université club - Club français - CA Paris (1930-1934) - FC Sochaux (1934-1936) - Stade rennais (1936-1937) - Stade de Reims (1937-1939) - OGC Nice (1939-1940) | - Red Star (1941-1942) - Amiens SC (1942-1944) - Red Star (1944-1946) - Stade français (1946-1947) - AS Amicale - AS Fontenay - ASF Le Perreux |

## Lieux de villégiature
Il fut un hôte assidu de Sainte-Maxime et des Issambres, dans le Var.